# Kung Cophetua och tiggarflickan
Kung Cophetua och tiggarflickan (engelska: King Cophetua and the Beggar Maid) är en oljemålning av den engelske konstnären Edward Burne-Jones. Den målades 1884 och är sedan 1900 utställd på Tate Britain i London.
Denna målning återger en episod ur en engelsk medeltida ballad om den afrikanske kungen Cophetua som blir blixtförälskad i tiggarflickan Penelophon. Den nedtecknades av Thomas Percy 1765 och är mest känd från Alfred Tennysons omtolkning i dikten The Beggar Maid (1842). Tennyson var en stor inspirationskälla för de prerafaelitiska målarna (till exempel John William Waterhouses Jungfrun av Shalott) som influerades av konsten före Rafael, främst det italienska 1400-talsmåleriet (ungrenässansen) och den medeltida konsten. Målningen visar hur kungen lägger ifrån sig alla tecken på sin rikedom och tapperhet för att vinna tiggarflickans kärlek. Senare gifter de sig och tiggarflickan kröns till drottning.
Kung Cophetua och tiggarflickan anses vara en av Burne-Jones främsta målningar och den fick mycket uppmärksamhet när den ställdes ut på Grosvenor Gallery i London 1877. På världsutställningen i Paris 1889 väckte den sensation och befäste Burne-Jones ställning som ledande symbolist. För verket tilldelades han hederslegionens kors. 
Burne-Jones började arbeta med en tavla på detta tema redan 1862 och det finns flera skisser till Kung Cophetua och tiggarflickan på bland annat Tate Britain och Birmingham Museum and Art Gallery.

## Relaterade målningar

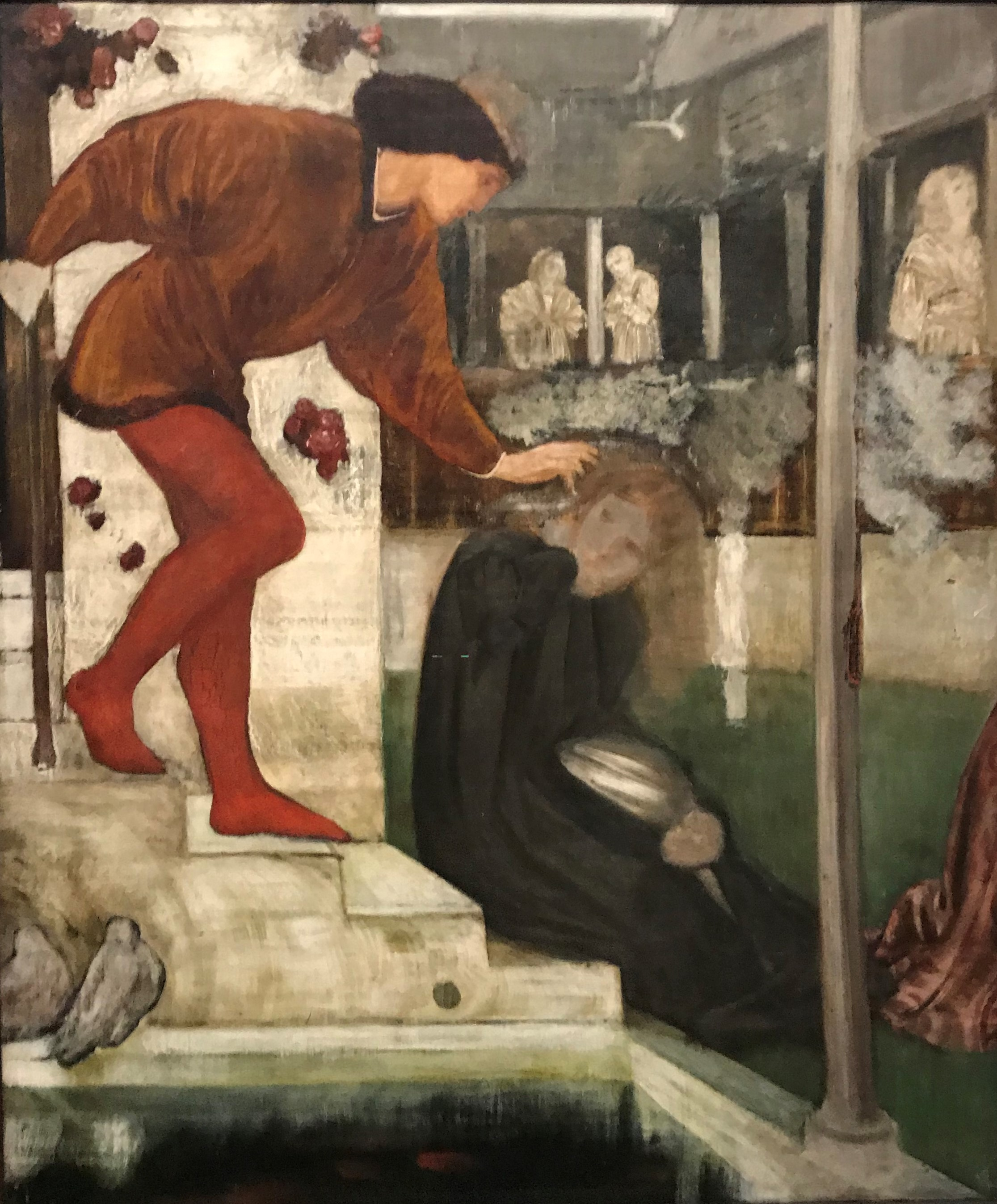
Burne-Jones King Cophetua and the Beggar Maid från 1862. Tate Britain. Ingick i Edward Burne-Jones-utställningen på Prins Eugens Waldemarsudde 2019–2020.
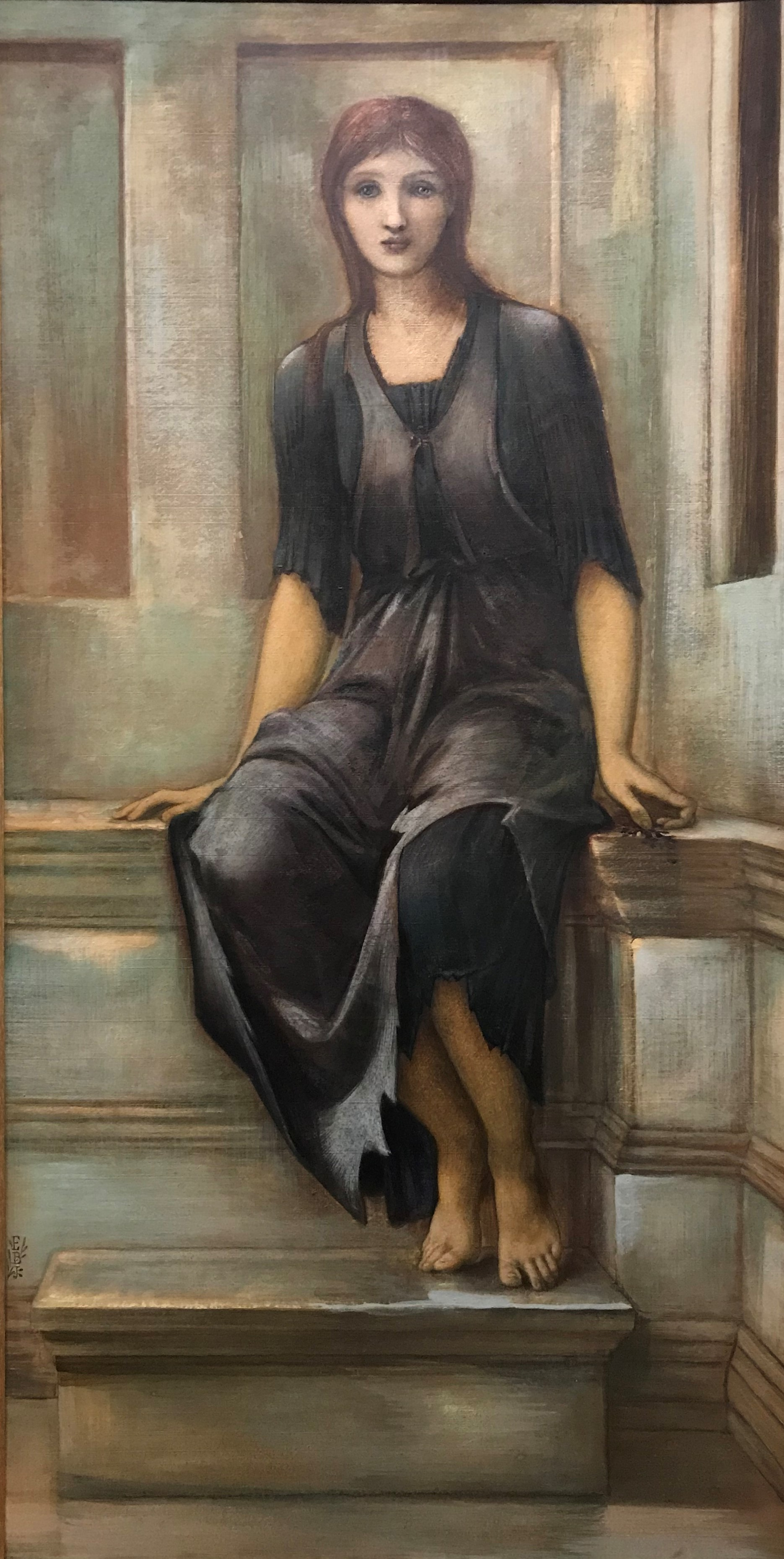
Burne-Jones skiss av tiggarflickan från 1883–1884. Tate Britain. Ingick i Edward Burne-Jones-utställningen på Prins Eugens Waldemarsudde 2019–2020.
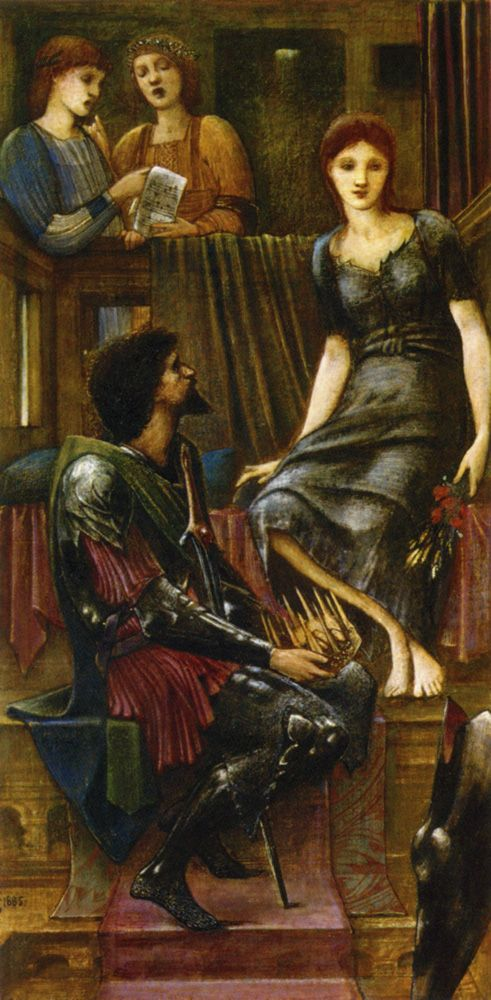
Skiss i gouache från 1883 i privat ägo (Andrew Lloyd Webber).
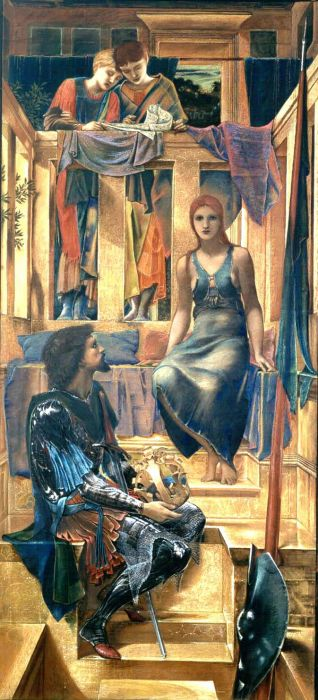
Akvarellskissen från 1883 är sedan 1947 i Birmingham Museum and Art Gallerys samlingar (291 x 132 cm).
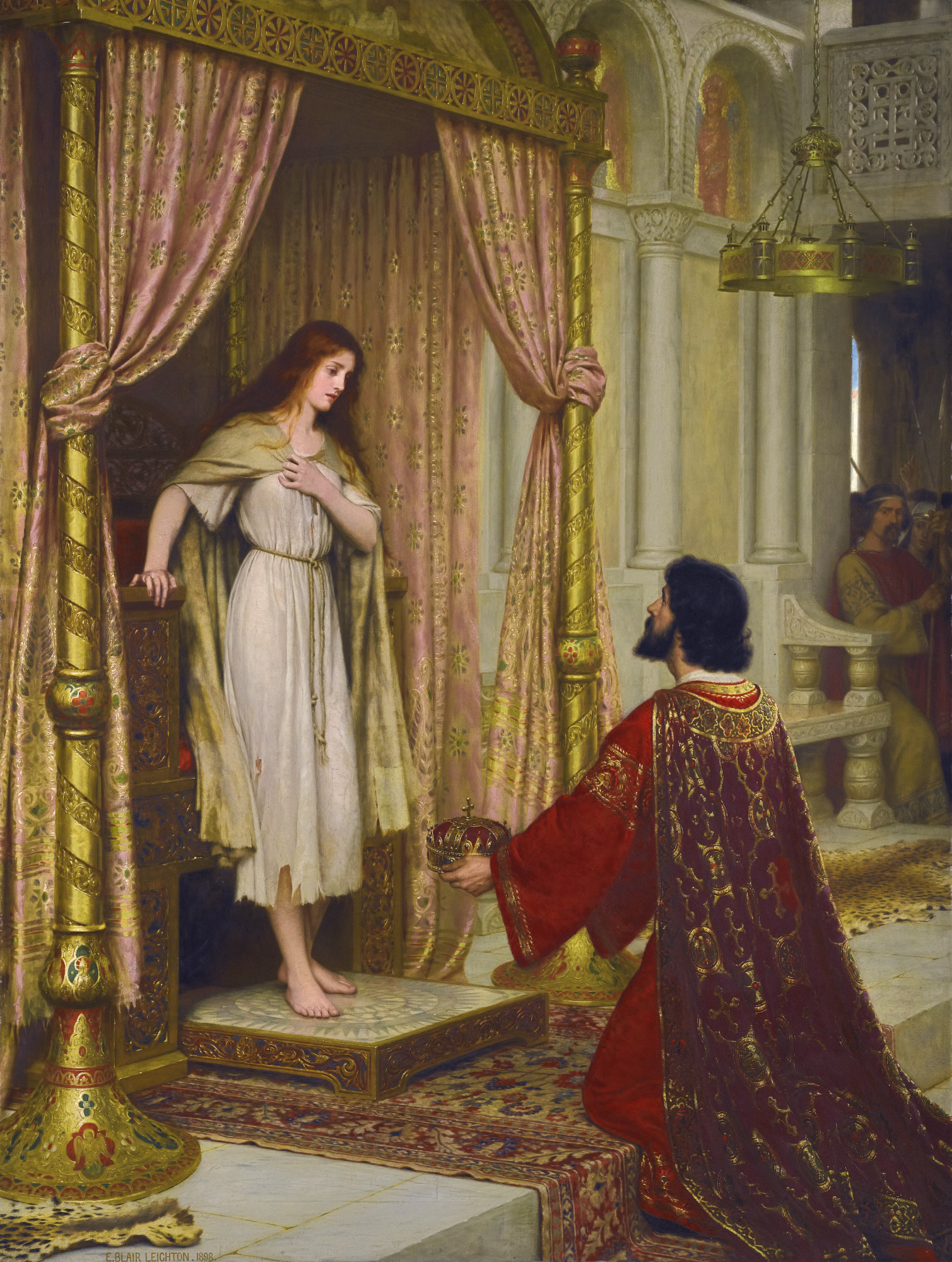
Edmund Leighton målade även en tavla på samma tema. The King and the Beggar-maid (1898).